# Ismail Nasiruddin
Ismail Nasiruddin (ur. w 1906 lub 1907, zm. 29 września 1979), sułtan stanu Terengganu od 5 listopada 1945, król Malezji (Yang di-Pertuan Agong) od 1965 do 1970. Przez wiele lat zmagał się z chorobą serca, co utrudniało mu sprawowania rządów. W okresie jego rządów trwało drugie powstanie malajskie i powstanie w Sarawaku, które na długie lata zdestabilizowały sytuację w kraju.